# It Had to Be You
"It Had to Be You" to popularna piosenka napisana przez Ishama Jonesa i Gusa Kahna, opublikowana w 1924 roku.
Piosenka pojawiła się w filmach The Roaring Twenties (1939), I'll See You in My Dreams (1951) i A League of Their Own. "It Had to Be You" wykonana została również przez Dooleya Wilsona w Casablance (1942), a także przez Diane Keaton w Annie Hall (1977).

## Wykonania
Najważniejsze i najpopularniejsze wykonania piosenki:
- Barbra Streisand na albumie The Third Album z 1964 roku
- Sam Lanin i jego orkiestra; piosenka nagrana 20 marca 1920 roku
- Marion Harris; piosenka nagrana 28 marca 1924 roku
- Paul Whiteman i jego orkiestra; piosenka nagrana 8 kwietnia 1924 roku
- Cliff Edwards; piosenka nagrana 15 kwietnia 1924 roku
- The California Ramblers; piosenka nagrana 18 kwietnia 1924 roku
- Isham Jones i jego orkiestra; piosenka nagrana 24 kwietnia 1924 roku
- Aileen Stanley, Billy Murray i orkiestra Charlesa A. Prince'a; piosenka nagrana 5 czerwca 1924 roku
- Chappie d'Amato z Jackiem Hyltonem i jego orkiestrą; piosenka nagrana 19 sierpnia 1924 roku
- Dorothy Lamour z orkiestrą Lou Bringa; piosenka nagrana 19 stycznia 1940 roku
- Betty Hutton z Paulem Westonem i jego orkiestrą; piosenka nagrana 11 marca 1944 roku
- Dick Haymes, Helen Forrest, Victor Young i jego orkiestra; piosenka nagrana 28 czerwca 1944 roku. Była to pierwsza wersja utworu, która odniosła sukces w notowaniu Billboard Hot 100, na którym utrzymywała się przez pięć tygodni.
- Julie Dawn, Carroll Gibbons i Savoy Hotel Orpheans; piosenka nagrana 4 października 1944 roku
- Buddy Clark, Dick Jones i jego orkiestra; piosenka nagrana 12 listopada 1947 roku
- Doris Day, Paul Weston i jego orkiestra; piosenka nagrana 9 listopada 1951 roku
- Petula Clark, The Steve Race Quartet, Steve Race (pianino) i Roy Plummer (gitara), piosenka nagrana w 1951 roku
- Ray Charles na albumie The Genius of Ray Charles z 1959 roku
- Harry Nilsson na albumie A Little Touch of Schmilsson in the Night z 1973 roku
- Diane Keaton w nagrodzonym Oscarem filmie Annie Hall z 1977 roku
- Frank Sinatra, Billy May i jego orkiestra; piosenka nagrana 18 lipca 1979 roku
- Harry Connick Jr. na soundtracku serialu When Harry Met Sally...; piosenka nagrywana 6, 12 i 19 czerwca 1989 roku
- Rod Stewart na albumie The great american songbook. It had to be you z 2002 roku
- Kenny G na albumie I'm in the Mood for Love...The Most Romantic Melodies of All Time z 2006 roku
- Ella Fitzgerald i Louis Armstrong
- Billie Holiday
- Elliott Yamin w piątej edycji amerykańskiego Idola
- Yoyo Mung